# Szaúdi földhíd
A Szaúdi földhíd egy tervezett vasútvonal Szaúd-Arábiában,  amely a Vörös-tengeri Dzsidda kikötővárost köti össze a fővárossal, Rijáddal, valamint további szakaszokkal bővíti az ország vasúthálózatát. A projekt célja, hogy gyorsabb és hatékonyabb összeköttetést biztosítson a Vörös-tenger és a Perzsa-öböl között, elősegítve a kereskedelmet és a személyszállítást.

## Áttekintés
A Szaúdi földhíd fő elemei a következők:
- Egy új, 950 km hosszú vasútvonal építése Dzsidda és Rijád között, amely összeköti a Vörös-tengert a fővárossal.
- A meglévő 450 km hosszú Rijád–Dammám vonal korszerűsítése a teher- és személyszállítás javítása érdekében.
- Egy új, 115 km hosszú vasútvonal építése Dammám és Dzsubail között, amely a Perzsa-öböl partvidékének ipari központjait kapcsolja össze.

A projekt célja, hogy a vasúti áruszállítás idejét nyolc napról kevesebb mint egy napra csökkentse a Vörös-tenger és a Perzsa-öböl között, versenyképes alternatívát kínálva a tengeri szállítással szemben.

## Története
2008. április 21-én a hét szaúdi vállalatból és az ausztrál Asciano cégből álló Tarabot konzorciumot nevezték meg az 50 évre szóló, saját koncesszióval rendelkező Landbridge-projekt elsőbbségi ajánlattevőjének, a pénzügyi zárást 12 hónapon belül tervezték.
A befejezést 2010-re tervezték, azonban a pénzügyi zárásról nem sikerült megállapodni.
2011. október 10-én a kormány úgy döntött, hogy a projekt folytatódik, de állami projektként, a költségeket 7 milliárd amerikai dollárra becsülték.
2013 júliusában ítélték oda a 958 kilométeres Dzsidda-Rijád szakasz tervezésére vonatkozó szerződést. A Szaúdi Közberuházási Alap (PIF) 2015 augusztusában ítélte oda a projekt részletes tervezésének elkészítésére vonatkozó szerződést az Italferrnek. A 2017. március 7-én Dubajban megrendezett Middle East Rail 2017 konferencián és kiállításon az SRO elnöke, Rumaih Al Rumaih bejelentette, hogy a projekt részletes tervezése befejeződött. A projektet építési, üzemeltetési és átadási (BOT) alapon fogják fejleszteni.

## Műszaki jellemzők
A vasútvonalak tervezett műszaki paraméterei:
- Nyomtávolság: 1435 mm (normál nyomtávolság)
- Engedélyezett sebesség: teherforgalom számára 160 km/h, személyszállítás számára 250 km/h
- A Dzsidda–Rijád szakaszon 28 km hosszan alagutak és összesen 100 híd építése szükséges.

## Finanszírozás
A projekt teljes költségét 7 milliárd amerikai dollárra becsülik. A finanszírozás részleteit a szaúdi kormány és a kivitelező konzorcium közötti tárgyalások során véglegesítik.

## Várható hatások
A Szaúdi földhíd jelentős mértékben hozzájárulhat Szaúd-Arábia logisztikai kapacitásainak növeléséhez, lehetővé téve a gyorsabb és hatékonyabb áruszállítást a Vörös-tenger és a Perzsa-öböl között. Emellett a személyszállítás terén is új lehetőségeket nyit meg, csökkentve az utazási időt a főbb városok között.